# Giro di Campania 1955
Il Giro di Campania 1955, ventitreesima edizione della corsa, si svolse 3 aprile 1955 su un percorso di 280,5 km. La vittoria fu appannaggio dell'italiano Fausto Coppi, che completò il percorso in 7h39'34", precedendo i connazionali Fiorenzo Magni e Giancarlo Astrua.

## Ordine d'arrivo (Top 10)
| Pos. | Corridore        | Squadra         | Tempo    |
| ---- | ---------------- | --------------- | -------- |
| 1    | Fausto Coppi     | Bianchi-Pirelli | 7h39'34" |
| 2    | Fiorenzo Magni   | Nivea-Fuchs     | a 4'46"  |
| 3    | Giancarlo Astrua | Atala-Pirelli   | s.t.     |
| 4    | Giuseppe Minardi | Legnano         | s.t.     |
| 5    | Agostino Coletto | Nivea-Fuchs     | s.t.     |
| 6    | Bruno Monti      | Atala-Pirelli   | a 6'35"  |
| 7    | Aldo Moser       | Torpado         | s.t.     |
| 8    | Luciano Maggini  | Atala-Pirelli   | a 9'01"  |
| 9    | Cleto Maule      | Torpado         | s.t.     |
| 10   | Angelo Conterno  | Torpado         | s.t.     |